# Ушу (спорт)
Спортивне ушу (або сучасне ушу) — вид спорту, створений на основі традиційних китайських бойових мистецтв. Він включає як повноконтактні поєдинки, так і хореографічні показові виступи спортсменів. Спортивне ушу було створене у Китайській Народній Республіці у 1949 році у спробі націоналізувати практику традиційних китайських бойових мистецтв. Більшість використовуваних для змагань формальних вправ були створені з традиційних мистецтв (див. перелік нижче) комітетом, який було призначено урядом. У наш час спортивне ушу стало насправді міжнародним видом спорту завдяки діяльності Міжнародної Федерації Ушу (МФУ). Кожні два роки проводяться Міжнародні чемпіонати з ушу. Перше такий чемпіонат був проведений у 1991 у Пекіні, переможцем якого став Кларк Чжан.[джерело?]
Сучасне ушу складається з двох дисциплін: таолу (套路, формальні вправи) та Саньшоу (散打; спаринг). Форми таолу подібні до гімнастики та включають послідовності рухів та маневри з бойових мистецтв. Виступи учасників оцінюють шляхом надавання очок за певними правилами. Форми включають базові позиції та рухи: стійки, утримання рівноваги, удари руками та ногами, стрибки, підсічки та кидки, — певні набори яких змінюються у змаганнях для підкреслення сильних сторін певного спортсмена. Показові формальні вправи мають часові обмеження від 1 хвилини 20 секунд для деяких зовнішніх стилів до більш ніж п'яти хвилин для внутрішніх стилів. Сучасні учасники змагань з ушу дедалі більше тренуються у повітряних елементах, таких як удари ногами та стрибки з обертанням на 540 та 720 градусів (півтора та два оберти) з метою ускладнення та більшої показовості їх формальних вправ.
Мистецтво Саньшоу (яке також називають Саньда або Лей тай) є сучасним методом рукопашного бою та спортом, який перебуває під впливом традиційного боксування цюань-фа, прийомів боротьби шуай цзяо та іншими техніками з захопленнями/зчепленнями, такими як цинь на. Саньшоу дещо подібне на кікбоксинг та тайський бокс (Муай Тай), але включає набагато більше прийомів боротьби. Змагання з саньшоу часто проводяться разом зі змаганнями з таолу.

## Історія
У 1958 р., уряд Китаю заснував Всекитайську Асоціацію Ушу як організацію, призначену для контролю тренувань з бойових мистецтв. Державна Комісія Китаю з Фізичної Культури та Спорту почала керувати створенням стандартизованих формальних вправ для більшості бойових мистецтв.  Протягом цього періоду, національна система ушу, яка включала стандартні формальні вправи, навчала за спеціальним навчальним планом із введеною системою оцінок, які виставляв інструктор. Ушу було введене як на рівні старших класів школи, так і на рівні університетів. У 1979 р., Державна Комісія з Фізичної Культури та Спорту створила спеціальний силовий підрозділ, призначенням якого була переоцінка навчання практики ушу. У 1986 р. був створений Китайський Національний Дослідницький Інститут Ушу, який став центральним авторитетом у дослідженні та адміністрації діяльності, пов'язаної з Ушу у КНР. Зміна урядової політики та відношення до спорту в загальному привела у 1998 р. до закриття Державної Комісії зі Спорту (центральна спортивна організація країни). Це закриття розглядається як спроба частково деполітизувати організовані види спорту та зрушити китайську спортивну політику у напрямку ринкової основи. В результаті цих змін у соціологічних факторах в Китаї, китайський уряд заохочує як традиційні, так і сучасні підходи до стилів китайського ушу.

## Види змагань
Більшість видів були внесені у програму змагань зі спортивного ушу в 1958 році. Головні види включають:
- Без зброї
  - 長拳 Чанцюань (Довгий кулак) —
відноситься до стилів з поєдинками на довгій дистації, таких як Чацюань (查拳), Хуацюань (華拳), Хунцюань (洪拳; «кулак повіні») та Шаоліньцюань (少林拳), які однак є осучасненими та походять від рухів цих та інших традиційних стилів. Чанцюань є найбільш широко розповсюдженим зі всіх стилів ушу та включає провертання, біг, стрибки та інші акробатичні елементи. Чанцюань є важким у виконанні та вимагає добре розвинуту гнучкість та атлетизм. Часто вважається необхідним що зайняття цим видом спорту необхідно розпочинати з дитинства.
  - 南拳 Наньцюань (Південний кулак) —
відноситься до стилів, які походять з півдня Китаю (тобто, на південь від ріки Янцзи), та включають Хунцзяцюань (洪家拳), Цайліфоцюань (蔡李佛拳) та Юнчуньцюань (詠春拳). Багато з цих стилів відомі через бурхливі, атлетичні рухи з дуже стабільними, низькими стійками та специфічними рухами руками. Цей вид ушу є сучасним стилем, який походить з рухів вказаних та інших традиційних південних стилів Зазвичай, Наньцюань вимагає меншої гнучкості та меншої акробатики, ніж Чанцюань. Натомість, наньцюань вимагає більшої стабільності, координації та сили у ногах та стегнах. Цей вид змагань був створений у 1960 р.
  - 太極拳 Тайцзіцюань (Кулак великої межі) —
стиль ушу, знаменитий завдяки повільним, розслабленим рухам, яким часто займаються старші люди. Це вид ушу є сучасною збіркою рухів на базі стилю тайцзіцюань сім'ї Ян (楊), але включає також рухи з відповідних стилей сімей Чень (陳), У (吳), У/Хао (武) та Сунь (孫).

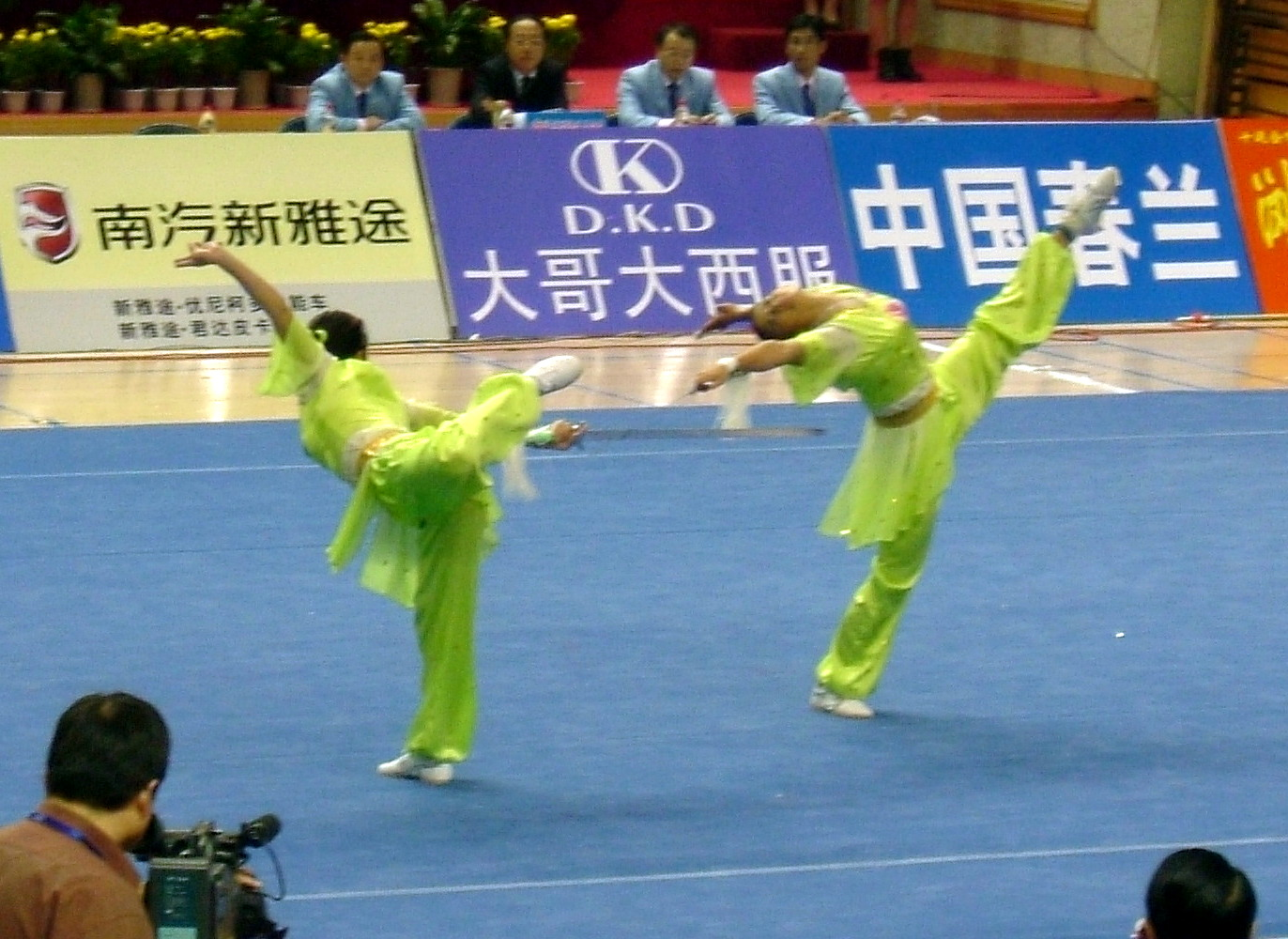
Парний хореографічний виступ на змаганнях з Цзянь

- Коротка зброя
  - 刀 Дао (Одногострий меч) —
термін відноситься до будь-яких вигнутих одногострих мечей/ножів, але названий вид ушу походить від Чанцюаню при використанні меча Дао середнього розміру у формі листя верби (柳葉刀).
  - 劍 Цзянь (Двосічний меч) —
термін відноситься до будь-яких двосічних мечей/ножів, але названий вид ушу є походить від Чанцюаню при використанні традиційної форми меча Цзянь.
  - 太極劍 Тайцзіцзянь (Двосічний меч тайцзі) —
вид ушу з використанням меча Цзянь, що виконується на базі традиційного стилю Тайцзіцюань.
  - 南刀 Наньдао (Південний одногострий меч) —
термін відноситься до зброї, створеної на основі меча «метелик», але є довшою та модифікованою так, щоб використовувалося лише одне лезо (на протилежність двом лезам). Цей вид ушу базується на стилі наньцюань та був введений у змагання у 1992 р.
- Довга зброя
  - 棍 Гунь (Палиця) —
термін відноситься до палиці (дерев'яної, але не зробленої з бамбука, який може зламатися вздовж) довжиною у зріст людини з піднятими руками. Відповідний вид змагань базується на стилі Чанцюаню при використанні палиці Гунь.
  - 槍 Цян (Спис) —
термін відноситься до гнучких списів з червоними нитками/волоссям приєднаними біля вістря спису. Відповідний вид змагань базується на стилі Чанцюаню при використанні спису Цян.
  - 南棍 Наньгунь (Південна палиця) —
вид змагань, що базується на стилі Наньцюань з використанням палиці Наньгунь. Цей вид був введений в програму змагань у 1992 р.

Виступи зі вказаних видів змагань виконуються у обов'язкових або індивідуальних комплексних програмах. Обов'язкові комплекси включають вправи, що задані наперед для всіх спортсменів. Індивідуальні комплекси складаються зі вправ, які спортсмен створює з допомогою свого тренера з дотриманням певних правил щодо складності, кількості акробатичних елементів, т.і.
У додачу до індивідуальних виступів, деякі змагання зі спортивного ушу також включають парні або групові виступи. у парних виступах, які також називаються дуйлянь (对练), існує певний тип спарингу зі зброєю, без неї, або навіть виступи голіруч проти опонента зі зброєю. У групових виступах, відомих як цзіті (集体), ключовою вимогою є синхронні дії групи спортсменів. Зазвичай, у групових виступах дозволяється інструментальна музика для супроводження хореографічного виступу. Килим, що використовується у групових виступах, зазвичай більший за килими для індивідуальних видів змагань.
Раніше, міжнародні змагання з ушу найчастіше включали обов'язкові програми, тоді як змагання високого рівня у Китаї найчастіше складалися з індивідуальних виступів. Однак, після Міжнародного чемпіонату з ушу 2003 року в Аомині було вирішено додати індивідуальні програми до міжнародних змагань з наньду (难度; рухи підвищеної важкості), які можуть додавати спортсменам бонусні очки.
Існує розбіжність думок стосовно включення наньду до програми спортивного ушу, оскільки багато рухів створених для певних видів змагань не є оригінальними рухами відповідних стилів. У додаток, кількість ушкоджень, спричинених включенням наньду, викликають сумнів багатьох людей щодо участі у змаганнях. Прибічники включення стверджують, що нові вимоги допомагають розвивати спортивне ушу та покращують загальний фізичний стан спортсменів.

## Інші види змагань
Більшість видів змагань, які введено у спортивне ушу, є осучасненими модифікаціями традиційних видів. Однак, деякі види, запозичені безпосередньо з традиційних стилів, включають такі, які не є частиною стандартної програми. Змагання з них можуть проводитися, особливо у Китаї. В загальному, ці види не дозволяють набрати стільки ж очок, як сучасні види, та змагання з них проводяться у програмах відокремлених від обов'язкових. Серед цих, інших видів найчастіше можна побачити такі:
- Багуачжан (八卦掌) — Долоня восьми триграм
- Бацзіцюань (八極拳) — Кулак восьми крайніх точок
- Чацюань (查拳) — Кулак Ча
- Чоцзяо (戳腳) — Ступня у пошуку/ступня, що шурує
- Дітанцюань (地躺拳) — Кулак перевертання/акробатики на землі
- Фаньцзицюань (翻子拳) — Кулак, що перекидає/перекидається
- Мавпа (猴拳) — Кулак мавпи
- Хуацюань (華拳) — Кулак Хуа
- Паочуй (炮捶) — Гарматний удар рукою
- Пігуацюань (劈掛拳) — Кулак, що рубить та чіпляється
- Шецюань (蛇拳) — Кулак змії
- Таньтуй (弹腿）- Пружна нога
- Танланхуші (螳螂虎势) — Стиль богомола та тигра
- Танланцюань (螳螂拳) — Кулак північного богомола
- Тунбейцюань (通背拳) — Кулак крізь спину/Кулак що отримує енергію від спини
- Він Чун — Вічна весна
- Сін'їцюань (形意拳) — Кулак форми та наміру
- Інчжаоцюань (鷹爪拳) — Кулак Кігтя орла
- Цзуйцюань (醉酒拳) — П'яний кулак

Подібно до вищезазначених, існує також і категорія змагань з використанням традиційної зброї, такої як:
- Чансуйцзянь (長穗劍) — Меч з довгою китицею
- Шуаншоуцзянь (雙手劍) — Дворучний меч
- Цзюцзебянь (九節鞭) — Дев'яти-секційний батіг
- Саньцзегунь (三節棍) — Три-секційна палиця
- Шенбяо (繩鏢) — Дроток (коротка загострена кидальна зброя) на мотузці
- Дадао (大刀) — Великий меч
- Пудао (撲刀) — Меч Пу
- Емейци (峨嵋刺) — Кинджали Емей
- Шуандао (雙刀) — Подвійний широкий меч
- Шуанцзянь (雙劍) — Подвійний меч
- Шуанбянь (雙鞭) — Подвоєні дев'яти-секційні батоги
- Шуангоу (雙鈎) — Подвійний меч з гаками

## Змагання
Перелік головних міжнародних та регіональних змагань зі спортивного ушу включає:
- Міжнародні чемпіонати з ушу
- Міжнародні чемпіонати з ушу серед юніорів
- Національні ігри Китайської Народної Республіки
- Азійські ігри
- Ігри Східної Азії
- Ігри Південно-Східної Азії
- Європейські чемпіонати з ушу, які організовує Європейська Федерація Ушу

## Інтернет-ресурси
- Федерація ушу/гунфу та цигун України (рос.)
- Українська Федерація Ушу (рос.)
- Київська школа у-шу «Сян лун» (рос.)
- Школа ушу «Вей Лінь», Київ (рос.)